# Thomas Bartholin il Giovane
Thomas Bartholin, il Giovane (Roskilde, 27 marzo 1659 – Copenaghen, 15 settembre 1690), è stato un antiquario danese.

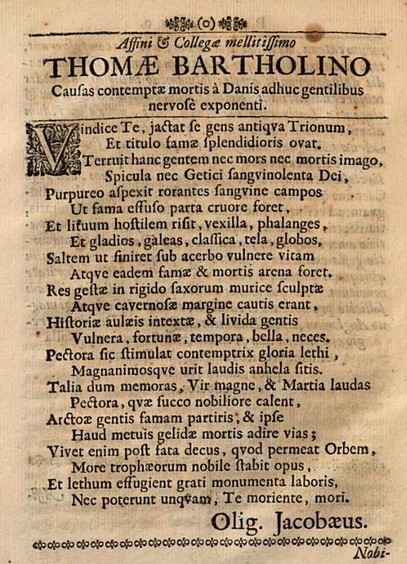

Figlio di Thomas Bartholin, pubblicò nel 1689 Antiquitatum Danicarum libri tres, primo importante testo di cronachistica danese secentesca.